# Bund der Kommunisten Kosovos
Der Bund der Kommunisten Kosovos (albanisch Lidhja Komuniste e Kosovës, LKK; serbisch beziehungsweise serbokroatisch Савез комуниста Косова Savez komunista Kosova, СКК/SKK) war eine kommunistische Partei in der Provinz Kosovo innerhalb der jugoslawischen Teilrepublik Serbien.

## Geschichte
Mit der Autonomie des Kosovos wurde 1944 die Regionalpartei Kommunistische Partei Kosovos gegründet. Die Partei wurde 1952 in den Bund der Kommunisten Jugoslawiens (BdKJ) eingegliedert und in Bund der Kommunisten Kosovos umbenannt.
Zu Beginn der 1990er Jahre brachten ethnische Spannungen zwischen den Ländern Jugoslawiens die BdKJ zum Zusammenbruch. Die Kommunisten im Kosovo wollten das Land von einer autonomen Region in Serbien zur 7. Sozialistischen Republik in Jugoslawien machen, mit demselben Status wie Kroatien, Slowenien, Bosnien und Herzegowina, Montenegro, Mazedonien und Serbien.
Im September 1992 erklärten sich die Albaner im Kosovo durch ein Referendum erstmals für unabhängig; jedoch einzig von Albanien wurde die Republik Kosovo anerkannt.